# محطة وارن ستريت

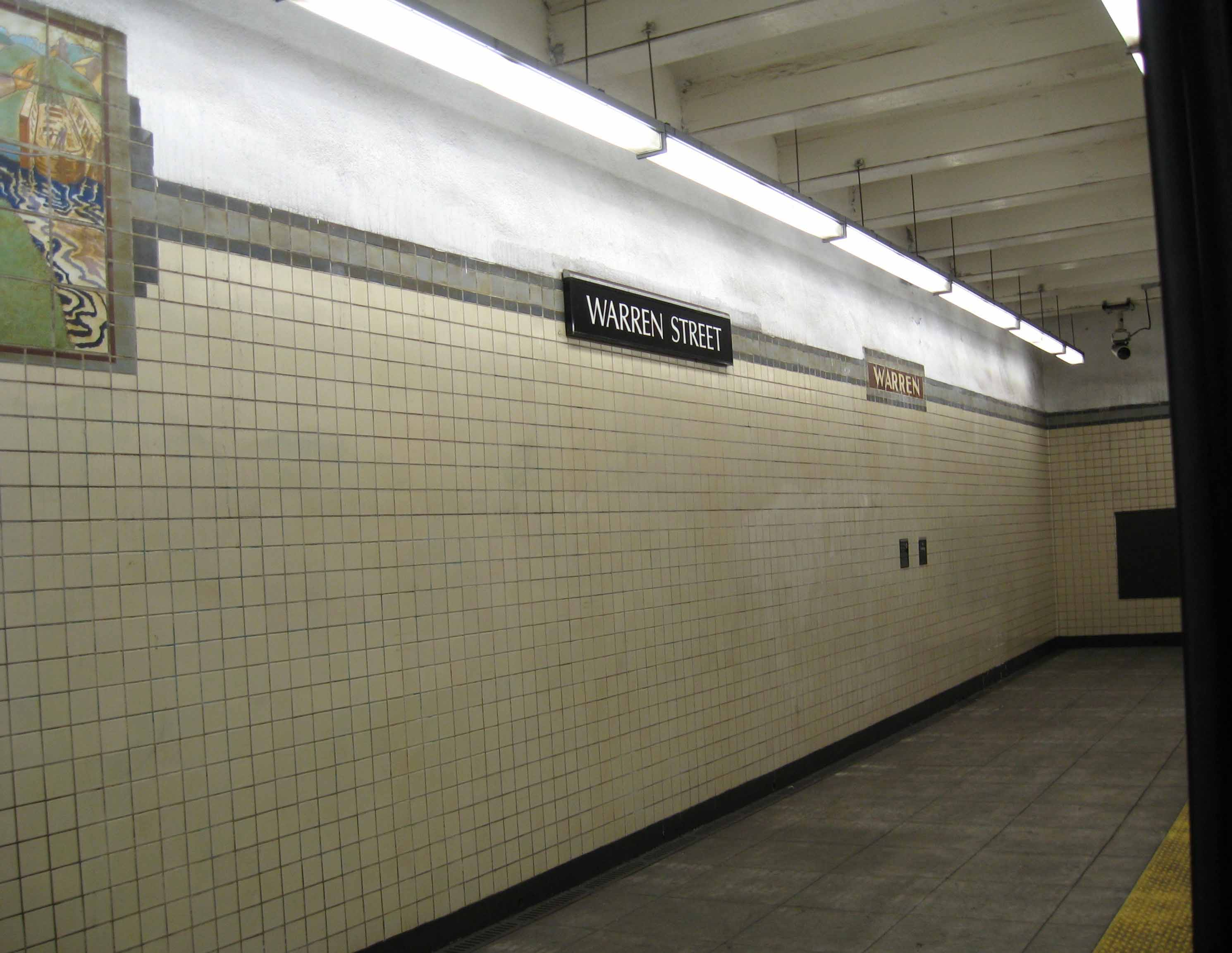

محطة وارن ستريت (بالإنجليزية: NCS station) واحدة من أربع محطات مترو في مدينة نيوارك والمحطة تملكها وتقوم بتشغيلها نيوجيرزي ترانزيت. تم افتتاح المحطة في عام 1935.
يوم 7 مارس 2011، تم تغيير اسم المحطة رسميا من محطة وارن ستريت إلى وارن ستريت/ان جي أي تي. بمساعدة من معهد نيوجيرزي للتكنولوجيا وطلابها.
في عام 1910 خططت Public Service Railway وهي الخدمة العامة للسكك الحديدية لبناء اثنين من خطوط مترو الانفاق واجتمعت في منطقة (بورد ستريت Broad Street) الآن تسمى المنطقة (ميلتري بارك Military Park)
ليمتد ما بين الشرق والغرب.وبدأ بناء الخط في عام 1929 وبدأت الخدمة على الخط يوم 26 مايو، 1935.